# Aristarco de Tesalónica
Aristarco de Tesalónica, a quien el libro de los Hechos de los Apóstoles describe como un «macedonio de la ciudad de Tesalónica» (Hechos 27:2), fue un cristiano del siglo I citado en cinco pasajes del Nuevo Testamento, siempre asociado con la figura de Pablo de Tarso.

## Historicidad de Aristarco
En general, la historicidad de Aristarco no es cuestionada, dada su mención en calidad de «colaborador» por parte de Pablo de Tarso en una de sus cartas auténticas, la Epístola a Filemón (Filemón 1:23-24), a la que se suma la ratificación por parte de otro escrito neotestamentario de carácter epistolar, la Carta a los colosenses, en la cual se titula a Aristarco «compañero de prisión» del propio Apóstol (Colosenses 4:10). Se trata, pues, de un cristiano cuya actividad apostólica se situó en la década del año 50.
Según los Hechos de los Apóstoles, Aristarco fue capturado –junto con otro macedonio llamado Gayo– por la plebe en Éfeso y corrió peligro de ser linchado en el teatro durante la llamada «revuelta de los orfebres», una sublevación hostil provocada por un tal Demetrio contra Pablo durante su tercer viaje y secundada por otros plateros consagrados a la diosa Artemisa. La prédica de Pablo habría irritado a Demetrio, quien fabricaba pequeños santuarios de plata copiando el de Artemis de Éfeso, con no pocas ganancias para él. En ese pasaje, los Hechos mencionan a Aristarco como «compañero (de viaje) de Pablo» (Hechos 19:29). Más tarde, Aristarco estuvo con Pablo en Tróade (Hechos 20:1-6), y también en Cesarea Marítima, al embarcarse Pablo en calidad de prisionero en una nave de Adramitio hacia las costas de Asia (Hechos 27:1-2), con Roma por destino final.

## Colaborador de san Pablo
Pablo de Tarso definió a Aristarco con el término «colaborador» (Filemón 1:23-24). El Ápostol utilizó el mismo vocablo para una serie distinguida de personalidades, muchas de las cuales conformaban lo que algunos especialistas modernos denominan el «equipo paulino». Entre ellos se cuentan los esposos Priscila y Aquila, a quienes denominó «colaboradores míos en Cristo Jesús» (Romanos 16:3), Timoteo (Romanos 16:21), Tito (2Corintios 8:23), Urbano (Romanos 16:9), Epafrodito (Filipenses 2:25), Clemente (Filipenses 4:3), Filemón (Filemón 1:1), Marcos, Demas y Lucas (Filemón 1:24). La importancia del término «colaborador» viene dada porque Pablo utilizó la misma palabra para calificar su propia labor misionera, al considerarse a sí mismo y a su equipo «colaboradores de Dios» (1Corintios 3:9), de la misma forma que llamó a Timoteo «colaborador nuestro en el evangelio de Cristo» (1Tesalonicenses 3:2).

## La generosidad macedonia

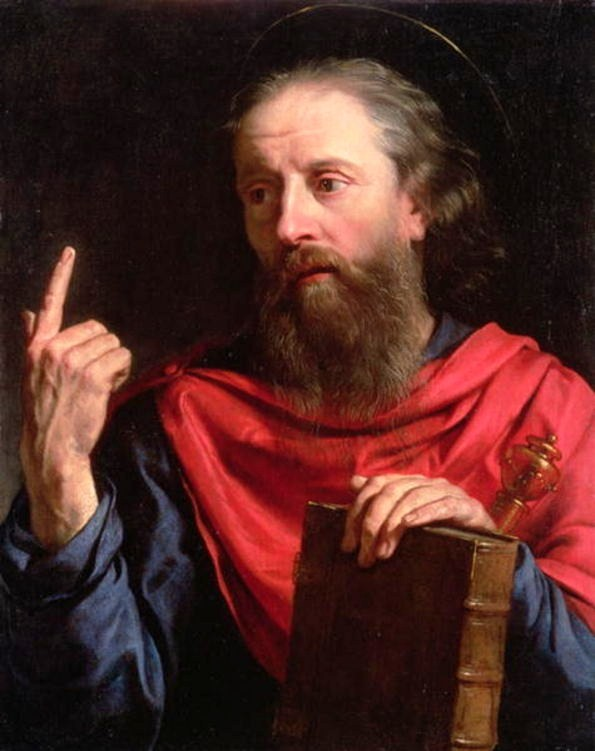
San Pablo, de Philippe de Champaigne (1602–1674). Museo de Bellas Artes de Troyes, departamento de Aube, Francia.

Pablo de Tarso tuvo una larga y fructífera relación, tanto personal como epistolar, con las comunidades de Macedonia (Tesalónica, Filipos y Berea), a las que tenía en gran estima por su generosidad. En la Segunda epístola a los corintios, el Apóstol llegó a alabar a los macedonios con el fin de animar a los corintios a que los emularan (2Corintios 8:1-4).
Se ha sugerido que Aristarco de Tesalónica era la misma persona que aparece en una lista de poliarcas de la ciudad. Si así fuese, sería una de las personas de más riqueza e importancia de Tesalónica.
Pero los macedonios no solo proporcionaron ayuda material a la Iglesia naciente, sino también personal, enviando a varios de los miembros de su comunidad. Algunos íntimos colaboradores de Pablo vinieron de Macedonia: además de Aristarco, se encontraban Sópatros y Segundo (Hechos 20:4), Jasón (Hechos 17:6; Romanos 16:21) y Gayo (Hechos 19:29). Todos fueron colaboradores asociados a Pablo para el apostolado activo, provenientes de una comunidad que padeció persecuciones (1Tesalonicenses 1:6; 1Tesalonicenses 2:14), de la misma forma que Pablo había sufrido la hostilidad del entorno.

## Conmemoración de Aristarco
El Martirologio romano incluye a Aristarco el día 4 de agosto: «Conmemoración de san Aristarco de Tesalónica, que fue discípulo de san Pablo, fiel compañero en sus viajes y prisionero con él en Roma (s. I)». Se suele ubicar la muerte de Aristarco bajo el mandato del emperador Nerón, al igual que la de Pablo de Tarso. Conforme a una tradición, fue decapitado con Pablo en Roma, sin saberse más de él.
En la Iglesia ortodoxa, se considera a Aristarco como el primer obispo de Apamea en Siria. Se lo venera como santo y se lo conmemora el 14 de abril, y el 27 de septiembre, Se lo incluyó en una lista de setenta discípulos del cristianismo primitivo, en alusión a la mención de setenta y dos discípulos presente en un pasaje del Evangelio de Lucas (Lucas 10:1).